# Марковский момент
В математике теория момента остановки или марковский момент времени связана с проблемой выбора времени, чтобы принять определённое действие, для того чтобы максимизировать ожидаемое вознаграждение или минимизировать ожидаемые затраты. Проблема момента остановки может быть найдена в области статистики, экономики и финансовой математики (связанные с ценообразованием на американские опционы). Самым ярким примером, относящимся к моменту остановки, является Задача о разборчивой невесте. Проблема момента остановки часто может быть указана в форме уравнения Беллмана и поэтому часто решается с помощью динамического программирования.

## Определение

### Случай с дискретным временем
Как правило, проблема момента остановки связана с двумя объектами:
1. Последовательность случайных величин {\displaystyle X_{1},X_{2},\ldots }, чьё совместное распределение предполагается известным.
2. Последовательность «вознаграждающих» функций {\displaystyle (y_{i})_{i\geq 1}} которые зависят от наблюдаемых значений случайных величин в 1:
{\displaystyle y_{i}=y_{i}(x_{1},\ldots ,x_{i})}

С учетом этих объектов, проблема заключается в следующем:
- Вы, соблюдая последовательность случайных величин, на каждом шаге {\displaystyle i} можете выбрать прекратить или продолжить наблюдение.
- Если вы прекратите наблюдать на шаге {\displaystyle i}, вы получите награду {\displaystyle y_{i}}.
- Вам нужно выбрать правило остановки, чтобы максимизировать предполагаемое вознаграждение (или, что эквивалентно, минимизировать ожидаемую потерю).

### Случай непрерывного времени
Рассмотрим усиление процессов {\displaystyle G=(G_{t})_{t\geq 0}} определённых на фильтрованном вероятностном пространстве {\displaystyle (\Omega ,{\mathcal {F}},({\mathcal {F}}_{t})_{t\geq 0},\mathbb {P} )} и предположим, что {\displaystyle G} это адаптирование фильтрации. Задача момента остановки состоит в том, чтобы найти время остановки {\displaystyle \tau ^{*}} которое максимизирует ожидаемый выигрыш:
{\displaystyle V_{t}^{T}=\mathbb {E} G_{\tau ^{*}}=\sup _{t\leq \tau \leq T}\mathbb {E} G_{\tau }}
где {\displaystyle V_{t}^{T}} называется значением функции. Здесь {\displaystyle T} может иметь значение {\displaystyle \infty }.
Более конкретная формулировка выглядит следующим образом. Мы рассматриваем адаптированный сильный Марковский процесс {\displaystyle X=(X_{t})_{t\geq 0}}, определённый на фильтрованном вероятностном пространстве {\displaystyle (\Omega ,{\mathcal {F}},({\mathcal {F}}_{t})_{t\geq 0},\mathbb {P} _{x})}, где {\displaystyle \mathbb {P} _{x}} обозначает вероятностную меру, при которой случайный процесс начинается с {\displaystyle x}. Учитывая непрерывные функции {\displaystyle M,L} и {\displaystyle K}, задача оптимальной остановки:
{\displaystyle V(x)=\sup _{0\leq \tau \leq T}\mathbb {E} _{x}\left(M(X_{\tau })+\int _{0}^{\tau }L(X_{t})dt+\sup _{0\leq t\leq \tau }K(X_{t})\right).}
Иногда это называется МЛС (Майер, Лагранж и супремум, соответственно) формулировка.

## Методы решения
Есть два подхода к решению проблемы момента остановки. Когда основной процесс (или усиление процесса) описывается своим безусловным конечномерным распределением, тогда соответствующий метод решения — подход Мартингала, названный так потому, что он использует теорию Мартингала, наиболее важным понятием является разработка Снелла. В дискретном случае, если горизонт планирования {\displaystyle T} конечен, проблема может быть легко решена с помощью динамического программирования.
Когда основной процесс определяется семейством (условных) функций переходов приводящих к Марковскому семейству вероятностных переходов, часто могут быть использованы мощные аналитические инструменты теории Марковских процессов и такой подход называется Марковским методом. Решение обычно получается путём решения связанных задач со свободными границами (задачи Стефана).

## Результат диффузии прыжка
Пусть {\displaystyle Y_{t}} будет диффузия Леви в {\displaystyle \mathbb {R} ^{k}} из стохастического дифференциального уравнения
{\displaystyle dY_{t}=b(Y_{t})dt+\sigma (Y_{t})dB_{t}+\int _{\mathbb {R} ^{k}}\gamma (Y_{t-},z){\bar {N}}(dt,dz),\quad Y_{0}=y}
где {\displaystyle B} — {\displaystyle m}-мерное Броуновское движение, {\displaystyle {\bar {N}}} это {\displaystyle l}-мерная компенсированная случайная мера Пуассона, {\displaystyle b:\mathbb {R} ^{k}\to \mathbb {R} ^{k}}, {\displaystyle \sigma :\mathbb {R} ^{k}\to \mathbb {R} ^{k\times m}}, и {\displaystyle \gamma :\mathbb {R} ^{k}\times \mathbb {R} ^{k}\to \mathbb {R} ^{k\times l}} заданы такие функции, что существует единственное решение {\displaystyle (Y_{t})}. Пусть {\displaystyle {\mathcal {S}}\subset \mathbb {R} ^{k}} будет открытым множеством (область платежеспособности) и
{\displaystyle \tau _{\mathcal {S}}=\inf\{t>0:Y_{t}\notin {\mathcal {S}}\}}
время банкротства. Задача оптимальной остановки:
{\displaystyle V(y)=\sup _{\tau \leq \tau _{\mathcal {S}}}J^{\tau }(y)=\sup _{\tau \leq \tau _{\mathcal {S}}}\mathbb {E} _{y}\left[M(Y_{\tau })+\int _{0}^{\tau }L(Y_{t})dt\right].}
Получается, что при некоторых условиях регулярности, выполняется следующая теорема проверки:
Если функция {\displaystyle \phi :{\bar {\mathcal {S}}}\to \mathbb {R} } удовлетворяет
- {\displaystyle \phi \in C({\bar {\mathcal {S}}})\cap C^{1}({\mathcal {S}})\cap C^{2}({\mathcal {S}}\setminus \partial D)} где область продолжения {\displaystyle D=\{y\in {\mathcal {S}}:\phi (y)>M(y)\}},
- {\displaystyle \phi \geq M} на {\displaystyle {\mathcal {S}}}, и
- {\displaystyle {\mathcal {A}}\phi +L\leq 0} на {\displaystyle {\mathcal {S}}\setminus \partial D}, где {\displaystyle {\mathcal {A}}} — бесконечно малый генератор {\displaystyle (Y_{t})}

тогда {\displaystyle \phi (y)\geq V(y)} для всех {\displaystyle y\in {\bar {\mathcal {S}}}}. Кроме того, если
- {\displaystyle {\mathcal {A}}\phi +L=0} на {\displaystyle D}

Тогда {\displaystyle \phi (y)=V(y)} для всех {\displaystyle y\in {\bar {\mathcal {S}}}} и {\displaystyle \tau ^{*}=\inf\{t>0:Y_{t}\notin D\}} — оптимальный момент остановки.
Эти условия могут быть записаны в более компактной форме (интегро-вариационное неравенство):
- {\displaystyle \max \left\{{\mathcal {A}}\phi +L,M-\phi \right\}=0} на {\displaystyle {\mathcal {S}}\setminus \partial D.}

## Примеры

### Подбрасывание монеты
(Пример, где {\displaystyle \mathbb {E} (y_{i})} сходится)
У вас есть честная монета, и вы постоянно подбрасываете её. Каждый раз, перед броском, вы можете прекратить подбрасывания и получить оплату (скажем, в долларах) за среднее количество выпавших орлов.
Вы хотите максимизировать сумму, которую вам заплатят, выбирая правило остановки. Если хi (где i ≥ 1) образует последовательность независимых, одинаково распределённых случайных величин с распределением Бернулли
{\displaystyle {\text{Bern}}\left({\frac {1}{2}}\right),}
и если
{\displaystyle y_{i}={\frac {1}{i}}\sum _{k=1}^{i}X_{k}}
тогда последовательности {\displaystyle (X_{i})_{i\geq 1}} и {\displaystyle (y_{i})_{i\geq 1}} являются объектами, связанными с этой проблемой.

### Продажа дома
(Пример, где {\displaystyle \mathbb {E} (y_{i})} не обязательно сходится)
У вас есть дом, и вы хотите продать его. Каждый день вам предлагают {\displaystyle X_{n}} за ваш дом, и платите {\displaystyle k}, чтобы продолжать рекламировать его. Если вы продадите ваш дом в день {\displaystyle n}, вы заработаете {\displaystyle y_{n}}, где {\displaystyle y_{n}=(X_{n}-nk)}.
Вы хотите максимизировать сумму, которую вы зарабатываете, выбирая правило остановки.
В этом примере последовательности ({\displaystyle X_{i}}) является последовательностью предложений за ваш дом, а последовательность «вознаграждений» функций определяет, сколько вы будете зарабатывать.

### Задача о разборчивой невесте
(Пример, где {\displaystyle (X_{i})} — это конечная последовательность)
Рассматривается последовательность объектов, которые можно отсортировать от лучшего к худшему. Вы хотите выбрать правило остановки, которое максимизирует ваши шансы на выбор лучшего объекта.
Здесь, если {\displaystyle R_{1},\ldots ,R_{n}} (n - некоторое большое число) — ранги объектов, и {\displaystyle y_{i}} — это шанс, что вы выберете лучший объект, если прекратите намеренно отбрасывать объекты на шаге i, то {\displaystyle (R_{i})} и {\displaystyle (y_{i})} — последовательности, связанные с этой проблемой. Эта задача была решена в начале 1960-х годов. Изящное решение задачи секретаря и несколько модификаций этой задачи обеспечивают более современный алгоритм оптимальной остановки (алгоритм Брюса).

### Теория поиска
Экономисты изучили ряд проблем оптимального момента остановки, подобных «задаче секретаря», и обычно называют этот тип анализа «теорией поиска». Теория поиска особенно сосредоточена на поиске работником высокооплачиваемой работы или поиске потребителем продукции по низкой цене.

### Торговля опционами
В торговле опционами на финансовых рынках, держатель американского опциона может осуществлять право купить (или продать) базовый актив по определённой цене в любое время до или в момент истечения срока. Таким образом, оценка американских опционов, по сути, проблема оптимальной остановки. Рассмотрим классическую модель Блэка-Шоулза и пусть {\displaystyle r} будет безрисковой процентной ставкой {\displaystyle \delta } и {\displaystyle \sigma } ставка дивидендов и непостоянство акции. Цена акций {\displaystyle S} следует за геометрическим броуновским движением
{\displaystyle S_{t}=S_{0}\exp \left\{\left(r-\delta -{\frac {\sigma ^{2}}{2}}\right)t+\sigma B_{t}\right\}}
В соответствии с мерой риска.
Когда параметр является бессрочным, задача оптимальной остановки
{\displaystyle V(x)=\sup _{\tau }\mathbb {E} _{x}\left[e^{-r\tau }g(S_{\tau })\right]},
где функция выигрыша {\displaystyle g(x)=(x-K)^{+}} для опциона вызова и {\displaystyle g(x)=(K-x)^{+}} для опциона ставки. Вариационное неравенство
{\displaystyle \max \left\{{\frac {1}{2}}\sigma ^{2}x^{2}V''(x)+(r-\delta )xV'(x)-rV(x),g(x)-V(x)\right\}=0}
для всех {\displaystyle x\in (0,\infty )\setminus \{b\}}
где {\displaystyle b} это граница физических упражнений. Решение известно
- (Бесконечный вызов) {\displaystyle V(x)={\begin{cases}(b-K)(x/b)^{\gamma }&x\in (0,b)\\x-K&x\in [b,\infty )\end{cases}}} где {\displaystyle \gamma =({\sqrt {\nu ^{2}+2r}}-\nu )/\sigma } и {\displaystyle \nu =(r-\delta )/\sigma -\sigma /2,\quad b=\gamma K/(\gamma -1).}
- (Бесконечная ставка) {\displaystyle V(x)={\begin{cases}K-x&x\in (0,c]\\(K-c)(x/c)^{\tilde {\gamma }}&x\in (c,\infty )\end{cases}}} где {\displaystyle {\tilde {\gamma }}=-({\sqrt {\nu ^{2}+2r}}+\nu )/\sigma } и {\displaystyle \nu =(r-\delta )/\sigma -\sigma /2,\quad c={\tilde {\gamma }}K/({\tilde {\gamma }}-1).}

С другой стороны, когда конечный срок действия конечен, задача связана с двумерной задачей о свободной границе без известного решения замкнутой формы. Однако могут быть использованы различные численные методы. См. Модель Black-Scholes # Американские опционы для различных методов оценки здесь, а также Fugit для дискретного дерева на основе расчета оптимального времени для тренировки.